# Daniel Day-Lewis

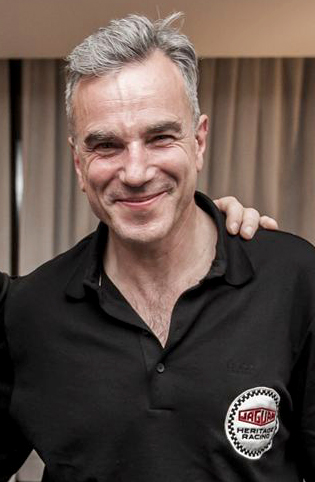
Daniel Day-Lewis, 2013

Sir Daniel Michael Blake Day-Lewis (* 29. April 1957 in London) ist ein britisch-irischer Theater- und Filmschauspieler. Er ist der bislang einzige männliche Schauspieler, der den Oscar als bester Hauptdarsteller dreimal erhielt.

## Leben
Daniel Day-Lewis wurde als zweites Kind der britischen Schauspielerin Jill Balcon und des irisch-britischen Schriftstellers Cecil Day-Lewis geboren. Sein Großvater mütterlicherseits, Michael Balcon, war als Chef der Ealing Studios eine bedeutende Persönlichkeit in der britischen Filmindustrie, seine ältere Schwester Lydia Tamasin ist Dokumentarfilmerin.
Day-Lewis studierte Schauspiel an der Bristol Old Vic Theatre School. Seine erste Rolle hatte er 1971 in dem Film Sunday, Bloody Sunday. Nach dieser ersten Erfahrung im Filmgeschäft widmete sich Day-Lewis wieder verstärkt dem Theater. Erst 1982 war er wieder in einer Kinoproduktion zu sehen. Er hatte eine kleine Rolle in der Verfilmung des Lebens von Mahatma Gandhi unter dem Titel Gandhi mit Ben Kingsley in der Hauptrolle. 1985 wurde er Mitglied der Royal Shakespeare Company und spielte den Romeo in Romeo und Julia und die Rolle des Flute im Sommernachtstraum.
Im gleichen Jahr wurde man auch beim Film wieder auf ihn aufmerksam, als er in der Verfilmung von Hanif Kureishis Theaterstück Mein wunderbarer Waschsalon die Rolle eines schwulen Punks spielte. Im genannten Jahr übernahm er an der Seite von Mel Gibson und Anthony Hopkins in Die Bounty die Rolle des Seeoffiziers John Fryer.
In den folgenden Jahren wirkte er in weiteren wichtigen Filmen mit (darunter Zimmer mit Aussicht und Die unerträgliche Leichtigkeit des Seins an der Seite von Juliette Binoche), bis er mit seiner Rolle in Mein linker Fuß (1989) auch weltweit große Beachtung fand. Seine Darstellung des spastisch gelähmten Schriftstellers und Malers Christy Brown, der mit seinem linken Fuß schrieb und malte, wurde mit vielen Preisen ausgezeichnet, unter anderem mit dem Oscar als bester Hauptdarsteller.
1989 kehrte er auf die Bühne zurück und spielte am National Theatre in London den Hamlet in einer Inszenierung von Richard Eyre. Judi Dench spielte die Rolle von Hamlets Mutter. Am 5. September, nach drei Wochen Spielzeit, hatte er in der Szene, als Hamlet dem Geist seines Vaters begegnet, auf der Bühne einen Zusammenbruch. Er brach in Tränen aus, musste die Bühne verlassen und wurde durch Jeremy Northam und später durch Ian Charleson ersetzt. Das war Day-Lewis’ letzter Auftritt auf der Bühne. Der darauf folgende Medienrummel war möglicherweise ein Grund für seinen vorübergehenden Rückzug aus dem öffentlichen Leben und seinen Umzug nach Irland.
Das bedeutete jedoch nicht das Ende seiner Schauspielkarriere. Er erhielt zunehmend Rollen in großen Kinoproduktionen. So war er beispielsweise in den Filmen Der letzte Mohikaner und Martin Scorseses Zeit der Unschuld zu sehen. Seine Rolle in dem Film Im Namen des Vaters (1993) brachte ihm diverse Auszeichnungen, darunter eine Golden-Globe- und eine Oscar-Nominierung ein. Ende der 1990er Jahre zog sich der Schauspieler für fünf Jahre aus dem Filmgeschäft zurück, um sich in Florenz dem Schuhmacherhandwerk zu widmen.
Im Jahr 2002 drehte Day-Lewis erneut unter der Regie von Martin Scorsese neben Leonardo DiCaprio, der den Film koproduzierte und explizit Day-Lewis für die Rolle haben wollte, Gangs of New York, was ihm wieder einige Nominierungen (Golden Globe, Oscar) sowie diverse Auszeichnungen (u. a. in der Kategorie „Bester Bösewicht“ bei den MTV Movie Awards) einbrachte. Den großen Blockbuster-Produktionen verwehrte sich der Schauspieler. Er lehnte zum Beispiel das Angebot ab, die Rolle des Aragorn in Peter Jacksons Verfilmung von J. R. R. Tolkiens Der Herr der Ringe zu übernehmen. Eine solche durch und durch fiktive Rolle sei mit seinem method acting nicht vereinbar.
2008 gewann er für seine Rolle in There Will Be Blood seinen zweiten Oscar als bester Hauptdarsteller.
Entgegen seinen bisherigen Rollen spielte Daniel Day-Lewis 2010 in dem Musicalfilm Nine, was ihm sogar eine Golden-Globe-Nominierung in der Kategorie Bester Hauptdarsteller – Komödie oder Musical einbrachte. 2011 wurde er in die American Academy of Arts and Sciences gewählt.
Am 24. Februar 2013 erhielt er seinen dritten Oscar in der Kategorie Beste männliche Hauptrolle für seine Darstellung des US-Präsidenten Abraham Lincoln in Steven Spielbergs Historiendrama Lincoln.
Anlässlich der Geburtstagsfeier von Königin Elizabeth II. im Jahr 2014 schlug Prinz William Daniel Day-Lewis zum Ritter, wodurch er seither den Titel „Sir“ führt.
Am 20. Juni 2017 gab Daniel Day-Lewis bekannt, dass er nicht mehr als Schauspieler arbeiten werde. Für seine letzte Filmrolle in dem Drama Der seidene Faden (2017) wurde er zum sechsten Mal für den Oscar als bester Hauptdarsteller nominiert. Im Oktober 2024 wurde bekannt, dass er gemeinsam mit Sean Bean und Samantha Morton in einem Film mit dem Titel Anemone mitspielen werde, bei dem sein Sohn Ronan Day-Lewis Regie führe. Vater und Sohn schrieben das Drehbuch gemeinsam, das die Beziehungen zwischen Vätern, Söhnen und Brüdern erforscht.
Day-Lewis ist seit 1996 mit Rebecca Miller verheiratet, der Tochter von Arthur Miller und der Fotografin Inge Morath, mit der er in Irland (Annamoe, County Wicklow) auf dem Land lebt. Das Paar hat zwei Kinder, darunter den Regisseur Ronan Day-Lewis. Aus einer früheren Beziehung mit der Schauspielerin Isabelle Adjani hat er einen Sohn.

## Filmografie
- 1971: Sunday, Bloody Sunday

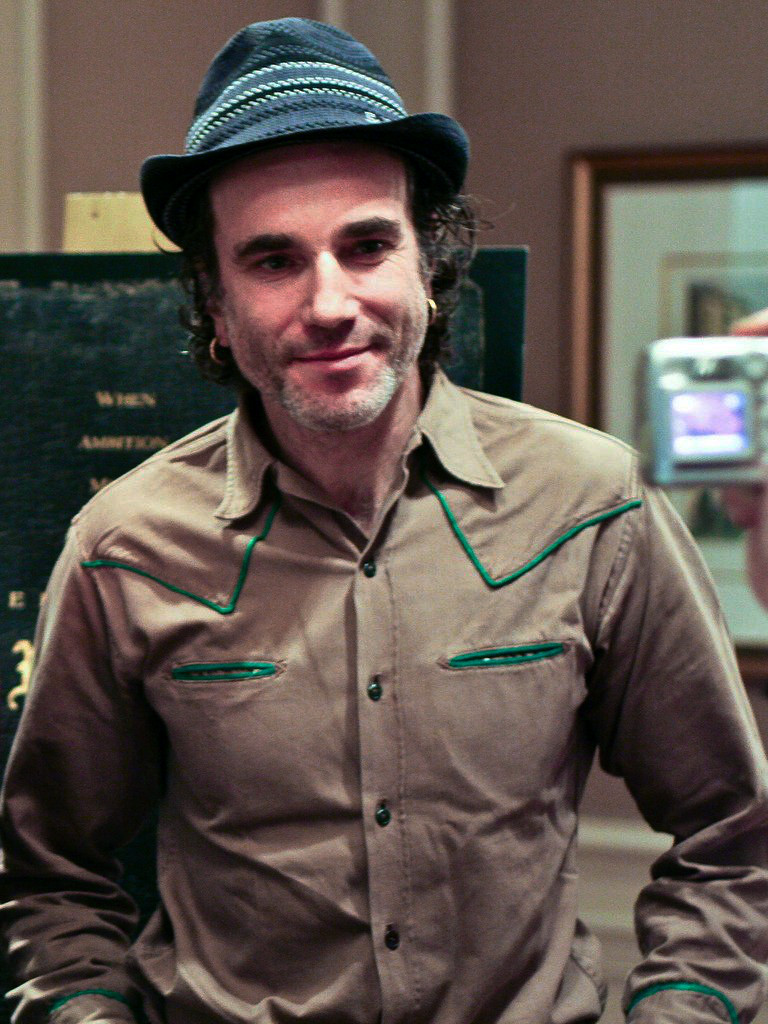
Daniel Day-Lewis, 2007

- 1980: Shoestring (Fernsehserie, Folge The Farmer Had a Wife)
- 1981: Thank You, P.G. Wodehouse (Fernsehfilm)
- 1981: Artemis 81 (Fernsehfilm)
- 1982: How Many Miles to Babylon? (Fernsehfilm)
- 1982: Frost in May (Fernseh-Miniserie, 3 Folgen)
- 1982: Gandhi
- 1983: BBC Play of the Month (Fernsehserie, Folge Dangerous Corner)
- 1984: Die Bounty (The Bounty)
- 1985: Mein wunderbarer Waschsalon (My Beautiful Laundrette)
- 1985: Zimmer mit Aussicht (A Room with a View)
- 1985: My Brother Jonathan (Fernsehserie, 5 Folgen)
- 1986: The Insurance Man (Fernsehfilm)
- 1986: Nanou
- 1988: Die unerträgliche Leichtigkeit des Seins (The Unbearable Lightness of Being)
- 1988: Stars and Bars – Der ganz normale amerikanische Wahnsinn (Stars and Bars)
- 1989: Eversmile, New Jersey
- 1989: Mein linker Fuß (My Left Foot)
- 1992: Der letzte Mohikaner (The Last of the Mohicans)
- 1993: Zeit der Unschuld (The Age of Innocence)
- 1993: Im Namen des Vaters (In the Name of the Father)
- 1996: Hexenjagd (The Crucible)
- 1997: Der Boxer (The Boxer)
- 2002: Gangs of New York
- 2005: The Ballad of Jack and Rose
- 2007: There Will Be Blood
- 2009: Nine
- 2012: Lincoln
- 2017: Der seidene Faden (Phantom Thread)

## Auszeichnungen (Auswahl)
| Filmtitel                                | Filmpreis |
| ---------------------------------------- | --- |
| Mein wunderbarer Waschsalon              | National Board of Review Award, Bester Nebendarsteller (auch für Zimmer mit Aussicht) New York Film Critics Circle Award, Bester Nebendarsteller (auch für Zimmer mit Aussicht) |
| Zimmer mit Aussicht                      | National Board of Review Award, Bester Nebendarsteller (auch für Mein wunderbarer Waschsalon) New York Film Critics Circle Award, Bester Nebendarsteller (auch für Mein wunderbarer Waschsalon) |
| Die unerträgliche Leichtigkeit des Seins | Boston Society of Film Critics Award für den besten Hauptdarsteller |
| Mein linker Fuß                          | Oscar als bester Hauptdarsteller BAFTA Award, Bester Hauptdarsteller Boston Society of Film Critics Award, Bester Hauptdarsteller Evening Standard British Film Award, Bester Hauptdarsteller London Critics’ Circle Film Award, Bester Hauptdarsteller Los Angeles Film Critics Association, Preis für den besten Hauptdarsteller Montreal World Film Festival, Preis für den besten Hauptdarsteller Montreal World Film Festival, Besondere Erwähnung durch die Jury (gemeinsam mit Jim Sheridan) National Society of Film Critics Award, Bester Hauptdarsteller New York Film Critics Circle Award, Bester Hauptdarsteller Nominierung für den European Film Award als bester Hauptdarsteller Nominierung für den Golden Globe Award als bester Hauptdarsteller – Drama |
| Der letzte Mohikaner                     | Evening Standard British Film Award, Bester Hauptdarsteller London Critics’ Circle Film Award, Britischer Schauspieler des Jahres Nominierung für den BAFTA Award als bester Hauptdarsteller |
| Zeit der Unschuld                        | Nominierung für den Chicago Film Critics Association Award als bester Hauptdarsteller |
| Im Namen des Vaters                      | Boston Society of Film Critics Award, Bester Hauptdarsteller Nominierung für den Oscar als bester Hauptdarsteller Nominierung für den BAFTA Award als bester Hauptdarsteller Nominierung für den Golden Globe als bester Hauptdarsteller – Drama |
| Der Boxer                                | Nominierung für den Golden Globe als bester Hauptdarsteller – Drama |
| Gangs of New York                        | BAFTA Award, Bester Hauptdarsteller Critics’ Choice Movie Award, Bester Hauptdarsteller (gemeinsam mit Jack Nicholson für About Schmidt) Central Ohio Film Critics Association Award, Bester Hauptdarsteller Chicago Film Critics Association Award, Bester Hauptdarsteller Florida Film Critics Circle Award, Bester Hauptdarsteller Kansas City Film Critics Circle Award, Bester Hauptdarsteller Las Vegas Film Critics Society Award, Bester Hauptdarsteller Los Angeles Film Critics Association, Preis für den besten Hauptdarsteller (gemeinsam mit Jack Nicholson für About Schmidt) New York Film Critics Circle Award, Bester Hauptdarsteller Online Film Critics Society Award, Bester Hauptdarsteller Russian Guild of Film Critics Award, Bester ausländischer Schauspieler San Diego Film Critics Society Award, Bester Hauptdarsteller Satellite Award, Bester Hauptdarsteller – Drama (gemeinsam mit Michael Caine für Der stille Amerikaner) Screen Actors Guild Award, Bester Hauptdarsteller Seattle Film Critics Awards, Bester Hauptdarsteller Southeastern Film Critics Association Award, Bester Hauptdarsteller Vancouver Film Critics Circle Award, Bester Hauptdarsteller Nominierung für den Oscar als bester Hauptdarsteller Nominierung bei den Empire Awards als bester Hauptdarsteller Nominierung für den Golden Globe als bester Hauptdarsteller – Drama Nominierung für den MTV Movie Award als bester Bösewicht Nominierung für den Phoenix Film Critics Society Award als bester Hauptdarsteller |
| The Ballad of Jack and Rose              | Marrakech International Film Festival Award, Bester Hauptdarsteller |
| There Will Be Blood                      | Oscar als bester Hauptdarsteller Alliance of Women Film Journalists Award, Bester Hauptdarsteller Austin Film Critics Award, Bester Hauptdarsteller BAFTA Award, Bester Hauptdarsteller Critics’ Choice Movie Award, Bester Hauptdarsteller Central Ohio Film Critics Association Award, Bester Hauptdarsteller Chicago Film Critics Association Award, Bester Hauptdarsteller Chlotrudis Award, Bester Hauptdarsteller Dallas-Fort Worth Film Critics Association Award, Bester Hauptdarsteller Evening Standard British Film Award, Bester Hauptdarsteller Florida Film Critics Circle Award, Bester Hauptdarsteller Golden Globe, Bester Hauptdarsteller – Drama Houston Film Critics Society Award, Bester Hauptdarsteller Irish Film and Television Awards, Preis für den besten Hauptdarsteller Kansas City Film Critics Circle Award, Bester Hauptdarsteller Las Vegas Film Critics Society Award, Bester Hauptdarsteller London Critics’ Circle Film Award, Bester Hauptdarsteller Los Angeles Film Critics Association Award, Bester Hauptdarsteller National Society of Film Critics Award, Bester Hauptdarsteller New York Film Critics Circle Award, Bester Hauptdarsteller Online Film Critics Society Award, Bester Hauptdarsteller Palm Springs International Film Festival, Desert Palm Achievement Award Phoenix Film Critics Society Award, Bester Hauptdarsteller San Diego Film Critics Society Award, Bester Hauptdarsteller Screen Actors Guild Award, Bester Hauptdarsteller St. Louis Gateway Film Critics Association Award, Bester Hauptdarsteller Southeastern Film Critics Association Award, Bester Hauptdarsteller Utah Film Critics Association Award, Bester Hauptdarsteller Vancouver Film Critics Circle Award, Bester Hauptdarsteller Village Voice Film Poll, Bester Hauptdarsteller Nominierung für den Empire Award als bester Hauptdarsteller Nominierung für den Saturn Award als bester Hauptdarsteller |
| Nine                                     | Satellite Award, Bestes Ensemble eines Spielfilms Nominierung für den Critics’ Choice Movie Award als bestes Ensemble Nominierung für den Golden Globe als bester Hauptdarsteller in einem Spielfilm, Kategorie Musical oder Komödie Nominierung für den Satellite Award als bester Hauptdarsteller in einem Spielfilm, Kategorie Musical oder Komödie Nominierung für einen Screen Actors Guild Award für die beste Leistung eines Ensembles in einem Spielfilm Nominierung für den Washington D.C. Area Film Critics Association Award für das beste Ensemble |
| Lincoln                                  | Oscar als bester Hauptdarsteller AACTA International, Preis für den besten Hauptdarsteller Alliance of Women Film Journalists, Bester Hauptdarsteller BAFTA Award, Bester Hauptdarsteller Black Film Critics Circle, Bester Hauptdarsteller Boston Online Film Critics Association, Bester Hauptdarsteller Boston Society of Film Critics Award, Bester Hauptdarsteller Broadcast Film Critics Association, Bester Hauptdarsteller Central Ohio Film Critics Association, Bester Hauptdarsteller Chicago Film Critics Association Award, Bester Hauptdarsteller Dallas-Fort Worth Film Critics Association, Bester Hauptdarsteller Denver Film Critics Society, Preis für den besten Hauptdarsteller Detroit Film Critics Society Award, Bester Hauptdarsteller Florida Film Critics Circle Award, Bester Hauptdarsteller Golden Globe, Bester Hauptdarsteller – Drama Houston Film Critics Society, Preis für den besten Hauptdarsteller Indiana Film Journalists Association Award, Bester Hauptdarsteller Iowa Film Critics Association, Preis für den besten Hauptdarsteller Irish Film & Television Awards, Preis für den besten Hauptdarsteller Kansas City Film Critics Circle Award, Bester Hauptdarsteller Las Vegas Film Critics Society, Preis für den besten Hauptdarsteller National Society of Film Critics Award, Bester Hauptdarsteller New York Film Critics Circle Award, Bester Hauptdarsteller North Texas Film Critics Association, Preis für den besten Hauptdarsteller Oklahoma Film Critics Circle, Preis für den besten Hauptdarsteller Online Film Critics Society Award, Bester Hauptdarsteller Phoenix Film Critics Society, Preis für den besten Hauptdarsteller San Diego Film Critics Society, Preis für den besten Hauptdarsteller Screen Actors Guild Award, Bester Hauptdarsteller Southeastern Film Critics Association, Preis für den besten Hauptdarsteller St. Louis Gateway Film Critics Association, Preis für den besten Hauptdarsteller Washington D.C. Area Film Critics Association, Preis für den besten Hauptdarsteller Women Film Critics Circle, Preis für den besten Hauptdarsteller Nominierung für die Evening Standard British Film Awards als bester Hauptdarsteller Nominierung für die Austin Film Critics Association Awards Nominierung für den London Film Critics Circle Award als Hauptdarsteller des Jahres Nominierung für den London Film Critics Circle Award als bester britischer Hauptdarsteller des Jahres Nominierung von der Los Angeles Film Critics Association als bester Hauptdarsteller Nominierung für den Satellite Award als bester Hauptdarsteller Nominierung für den Screen Actors Guild Award für das beste Ensemble Nominierung von der Toronto Film Critics Association als bester Hauptdarsteller Nominierung von der Utah Film Critics Association als bester Hauptdarsteller Nominierung vom Vancouver Film Critics Circle als bester Hauptdarsteller |
| Der seidene Faden                        | Nominierung für den Oscar als bester Hauptdarsteller Nominierung für den BAFTA Award als bester Hauptdarsteller Nominierung für den Chicago Film Critics Association Award als bester Hauptdarsteller Nominierung für den Critics’ Choice Movie Award als bester Hauptdarsteller Nominierung für den Golden Globe als bester Hauptdarsteller – Drama Nominierung für den London Critics’ Circle Film Award als bester Hauptdarsteller Nominierung für den Satellite Award als bester Hauptdarsteller |

## Filme über Daniel Day-Lewis
- Daniel Day-Lewis - Der Weg zum weltbesten Schauspieler. 53-minütiger Dokumentarfilm von Nicolas Maupied, Jeanne Burel (Frankreich 2020).